# 北区 (熊本市)
北区（きたく）は、熊本市を構成する5区の行政区の一つである。熊本市の行政区で面積が最も広い。以前の植木町役場が熊本市との合併後に植木総合支所となり、現在は北区役所として使用されている。旧植木町の区域は合併特例区であったが、2015年3月22日をもって終了した。

## 地理
熊本市の北部に位置し、以前の町村では清水村（1939年に熊本市と合併）、龍田村（同1957年）、北部町（同1991年）、植木町（同2010年）の4町村にあたる。西区、中央区、東区のほか、玉東町、山鹿市、菊池市、合志市、菊陽町と隣接する。坪井川・井芹川の上流域にあたるほか、東区との境界は白川となっている。区の南部、中央区との区界付近には立田山がある（標高152m、山頂および北側・西側が北区内）。
果物の生産も盛んで特に植木スイカ・メロンが有名。

## 歴史
- 2025年（令和7年）8月11日 - 熊本市内に集中豪雨。北区では清水万石地区で民家裏山が崩落。熊本市は同月18日夜に見込まれる大雨で、2次被害の恐れがあるとして6世帯18人に避難指示を発令した[2]。

## 名称
仮称は「A区」で、2010年9月に実施された「区名案の募集」では、多いものから順に、北区(48.6%)、城北区(24.8%)、武蔵区(2.0%)、熊北区(1.8%)、熊本北区(1.2%)、植木区(0.8%)、緑区(0.8%)、肥後北区(0.7%)、北部区(0.7%)、北城区(0.7%)、（その他 18.0%）という結果であった。熊本市の行政区画審議会がこれをもとに北区、城北区、肥後北区、武蔵区、緑区を候補として選定、2010年12月に改めてこの5案による「意向調査」を行ったところ北区が第一位で55.5%を占め、審議会での議論のうえ2011年1月に区名を「北区」として市長に答申した。翌月に熊本市の「方針」としてこれに決定され、2011年12月に熊本市議会において市条例として正式決定された。

## 人口
- 136,749人（2025年5月1日時点）

## 公的機関

### 国の機関
- 陸上自衛隊 第8師団司令部・第42即応機動連隊・西部方面特科連隊（北熊本駐屯地）

### 市の機関
- 北区役所
- 北部総合出張所
- 清水総合出張所
- 龍田総合出張所
- 北部土木センター
- 熊本市立植木病院

## 企業
- テレビ熊本（徳王１丁目）
- フジバンビ
- フンドーダイ
- KMバイオロジクス
- 平田機工

## 交通

### 鉄道
九州旅客鉄道（JR九州）
- 鹿児島本線：田原坂駅 - 植木駅 - 西里駅
- 豊肥本線：光の森駅 - 武蔵塚駅 - 竜田口駅

この他、九州新幹線が区内を通過するが、駅は設けられていない。
熊本電気鉄道
- 菊池線： 打越駅 -（中央区）- 北熊本駅 - 亀井駅 - 八景水谷駅 - 堀川駅
- 藤崎線： 北熊本駅

過去には植木駅を起点とする山鹿温泉鉄道が、現在の北区域を走っていた。

### 路線バス
- 九州産交バス（産交バス）：桜町BTから植木・武蔵ヶ丘・楠方面。
- 熊本電気鉄道（電鉄バス）：桜町BTから堀川・武蔵ヶ丘・楠方面。
- ゆうゆうバス：区役所と住宅地を結ぶ1路線（植木循環ルート）

### 道路
高速道路
北区内には九州自動車道が通っている。北（福岡県側）から南（鹿児島県側）への順で述べると、植木インターチェンジ（国道3号と接続）、北熊本スマートIC（県道30号大津植木線と接続）、北熊本サービスエリアがあり、合志市・菊陽町・北区・菊陽町を経由して再度北区に入ったところに武蔵ヶ丘バスストップが設置されている。その後は白川を渡って東区に入る。
一般国道
- 国道3号： 北区・中央区・南区と市内を南北に縦断する。
  - 国道3号熊本北バイパス： 国道3号と国道57号熊本東バイパスを結ぶ。
- 国道57号： 区の東端（弓削・光の森付近）をわずかに通過する。
- 国道208号： 水道町交差点から植木までは国道3号と重複。植木で国道3号から玉東町・玉名市方面に分岐する。
- 国道387号： 山室交差点で国道3号から御代志・菊池市方面に分岐する。

主要地方道
- 福岡県道・熊本県道3号大牟田植木線
- 熊本県道30号大津植木線
- 熊本県道31号熊本田原坂線
- 熊本県道37号熊本菊鹿線
- 熊本県道49号熊本大津線
- 熊本県道53号植木インター菊池線
- 熊本県道55号山鹿植木線

一般県道
- 熊本県道101号植木河内港線
- 熊本県道113号玉名植木線
- 熊本県道119号植木山鹿線
- 熊本県道198号田底鹿本線
- 熊本県道199号南田島豊田線
- 熊本県道207号瀬田竜田線
- 熊本県道231号託麻北部線
- 熊本県道232号小池竜田線
- 熊本県道235号益城菊陽線
- 熊本県道303号四方寄熊本線
- 熊本県道316号住吉熊本線
- 熊本県道332号小天下硯川線
- 熊本県道337号熊本菊陽線

## 教育

### 大学
私立大学
- 熊本保健科学大学
- 崇城大学（大半は西区だが、芸術学部の一部や薬学部のみ北区）

### 高等学校
公立高校
- 熊本県立熊本北高等学校

### 中学校
市立中学校
五霊、鹿南、清水、楠、武蔵、北部、龍田、植木北

### 小学校
公立小学校
清水、龍田、龍田西、城北、高平台、楠、麻生田、武蔵、弓削、楡木、川上、西里、北部東、山本、田原、菱形、桜井、山東、田底、吉松、植木

### 幼稚園
公立幼稚園
楠
私立幼稚園
高平幼稚園、城北幼稚園、立田幼稚園、第二幼稚園、武蔵ケ丘幼稚園、大窪幼稚園、北部幼稚園、植木中央幼稚園

## 名所・旧跡・行事
- フードパル熊本
- 田原坂
- 熊本国際民藝館
- 植木温泉
- 武蔵塚

## 出身者
- 阪本是丸（歴史学者・神道学者）
- 島津亜矢（演歌歌手）
- 蓮田善明（国文学者、文芸評論家）
- 原田敏明（民俗学者、宗教学者）
- 松野明美（元陸上選手、タレント、現・参議院議員）
- スザンヌ（タレント）
- 樋口了一（シンガーソングライター）
- 東田トモヒロ（シンガーソングライター）
- 江﨑巧朗（サッカー選手）